# 長泉寺 (飯能市)
長泉寺（ちょうせんじ）は、埼玉県飯能市にある曹洞宗の寺院。

## 歴史
天文年間（1532年 - 1555年）、石森某（諱は不詳）の開基である。元々は別の宗派であったが、1607年（慶長12年）の吉州伊豚の中興の際に曹洞宗に転宗した。吉州伊豚は現在の同市飯能の曹洞宗の寺院能仁寺の第5世住職である。
長らく当寺の住職は浄心寺が兼務している状態であったが、1993年（平成5年）に専任の住職が赴任し、現在に至っている。

## 交通アクセス
- 路線バス永田会館停留所より徒歩10分。